# La Trinitaria
La Trinitaria é um município do estado do Chiapas, no México. A população do município calculada no censo 2005 era de 60.417 habitantes.